# B Pfalz 80
Bei den B Pfalz 80 handelt es sich um zweiachsige Abteilwagen. Ursprünglich als Wagen der Gattung AB beschafft, wurden sie um 1906 zu Wagen dar Gattung B umgezeichnet. Ein Teil der Wagen – Nummern 63 bis 85 – wurden um 1907 zu Wagen der vierten Klasse umgebaut(D). Hier sind zusammengefasst die Wagen nach den Blatt-Nr. 22, 23 und 55 aus dem WV der Kgl.Bayer.Staatseisenbahnen – Pfälzisches Netz, aufgestellt nach dem Stande vom 31. März 1913.

## Beschaffung
Insgesamt wurden nur drei Wagen dieses Typs von den Pfälzischen Eisenbahnen auf Rechnung der Ludwigsbahn beschafft. Diese Wagen wurden im Rahmen der Klassenreform 1907 unter Beibehaltung der Sitzaufteilung zu Wagen der Gattung D zurückgestuft.

## Einsatz
Da sie zu Lasten des Baukontos der Pfälzischen Ludwigsbahnen beschafft wurden, dürften sie auch überwiegend auf deren Strecken zum Einsatz gekommen sein.

## Verbleib
Mit dem Umbau der Wagen um 1906 wurden das Abteil der 1. Klasse in ein Frauenabteil der 2. Klasse unter Beibehaltung der Sitzanzahl umgezeichnet. Mit der Einführung der 4. Klasse wurden die Wagen mit den Nummern 63 bis 85 zu solchen der Gattung D umgebaut. Dabei wurden die Polstersitze entfernt und Holzlattenbänke eingebaut.
Über den weiteren Verbleib ist nichts bekannt, da die Wagen der ehemaligen Pfälzischen Eisenbahnen bei der Reichsbahn nicht gesondert aufgeführt wurden, sondern zusammen mit denen der KBayStsB gelistet waren. Wegen des hohen Alters der Wagen ist aber ein Einsatz bei der Reichsbahn nach 1930 wenig wahrscheinlich.

## Konstruktive Merkmale

### Untergestell
Der Fahrgestell-Rahmen: Der Wagen war noch in kombinierter Holz- und Eisenbauweise aufgebaut. So waren die äußeren Längsträger Profileisen während die Pufferbohlen und alle Querträger aus Holz waren. Die äußeren Längsträger hatten doppelte T-Form. Als Zugeinrichtung hatten die Wagen Schraubenkupplungen, die Zugstange war durchgehend und mittig gefedert. Als Stoßeinrichtung besaßen die Wagen Stangenpuffer mit einer Einbaulänge von 650 mm. Die Pufferteller hatten einen Durchmesser von 370 mm. Bei den Wagen mit Bremserhaus war das Untergestell um 350 mm verlängert.

### Laufwerk
Die Wagen hatten genietete Fachwerkachshalter aus Flacheisen mit der kurzen, geraden Bauform. Gelagert waren die Achsen in geteilten Gleitachslagern. Die Räder hatten Speichenradkörper und einen Raddurchmesser von 1.024 mm. Die lang gestreckte Federung war mit einfachen Laschen in den Federböcken befestigt. Die Wagen gab es nur in gebremster Ausführung. Die Bremsen wirkten beidseitig auf alle Räder. Bis auf einen Wagen – Nummer 64 – waren alle gebremsten Wagen mit einer Druckluftbremse des Typs Schleifer ausgestattet.

### Wagenkasten
Der Wagenkasten bestand aus einem hölzernen Ständerwerk, die seitlichen Wände waren nach unten leicht eingezogen, die Stirnwände gerade. Das Dach hatte nur eine flache Rundung und einen Oberlichtaufbau. Die Wagen hatten insgesamt ein Abteil der 1. Klasse mit sechs Polstersitzen sowie zwei Abteile der 2. Klasse mit je 8 gepolsterten Sitzen. Die Wagen ohne Aborte hatten dafür eine 2.-Klasse Abteil mehr. Die Wagen hatten alle lange, seitliche Laufbretter mit Haltestangen am Wagenkasten.

### Ausstattung
Als Beleuchtung hatten die Wagen vier Gasleuchten, die in das Oberlichtdach eingebaut waren. Der zur Versorgung notwendige Druckbehälter mit einem Volumen von 650 Liter hing in Fahrtrichtung unter dem Wagenkasten.
Die Beheizung erfolgte über Dampf.
Zur Belüftung besaßen die Wagen Lamellenlüfter in den Oberlicht-Dächern.

## Skizzen, Musterblätter, Fotos

Ansicht zu Blatt 8 aus dem WV von 1902
Ansicht zu Blatt 9 aus dem WV von 1902
Ansicht zu Blatt 22 aus WV von 1913, mit Bremserhaus
Ansicht zu Blatt 23 aus WV von 1913, ohne Bremserhaus

## Wagennummern
Die Daten sind den im Literaturverzeichnis aufgeführten verschiedenen Wagenpark-Verzeichnissen der Pfälzischen Eisenbahnen und der Kgl.Bayer.Staatseisenbahnen – Pfälzisches Netz, sowie den Büchern von Emil Konrad (Reisezugwagen der deutschen Länderbahnen, Band II) und  Albert Mühl (Die Pfalzbahn) entnommen.
| Blatt-Nr. Herstelld.                                                   | Blatt-Nr. Herstelld.                                  | Blatt-Nr. Herstelld.                                  | Gattungszeichen je Epoche Wagennummern je Epoche      | Gattungszeichen je Epoche Wagennummern je Epoche      | Gattungszeichen je Epoche Wagennummern je Epoche      | Gattungszeichen je Epoche Wagennummern je Epoche      | Gattungszeichen je Epoche Wagennummern je Epoche      | Gattungszeichen je Epoche Wagennummern je Epoche      | Gattungszeichen je Epoche Wagennummern je Epoche      | Gattungszeichen je Epoche Wagennummern je Epoche      | Fahrwerk                                              | Fahrwerk                                              | Fahrwerk                                              | Fahrwerk                                              | Fahrwerk                                              | Ausstattung                                           | Ausstattung                                           | Ausstattung                                           | Ausstattung                                           | Ausstattung                                           | Ausstattung                                           | Ausstattung                                           | Ausstattung                                           | Ausstattung                                           | Zusatzinfos                                           | Zusatzinfos                                           |
| Bau- jahr                                                              | Her- steller                                          | Anz.                                                  | 1890                                                  | 1902                                                  | 1913                                                  | Rep. 1919                                             | DR (ab 1923)                                          | DRG (ab 1930)                                         | Ausge- mustert                                        | letzt. Heimat-Bf.                                     | Anz. Ach- sen                                         | LüP                                                   | Unt. Gest.                                            | Achs sen Art                                          | Brem- sen                                             | Bl.                                                   | Hz.                                                   | Art u.Anz. Abteile (Sitze je Klasse) [Mil. Nutzung]   | Art u.Anz. Abteile (Sitze je Klasse) [Mil. Nutzung]   | Art u.Anz. Abteile (Sitze je Klasse) [Mil. Nutzung]   | Art u.Anz. Abteile (Sitze je Klasse) [Mil. Nutzung]   | Art u.Anz. Abteile (Sitze je Klasse) [Mil. Nutzung]   | Mil.                                                  | Mil.                                                  | Sig- nal- hlt.                                        | Bemerkung                                             |
| Wagen des Typ I, mit Oberlichtaufbau, mit Bremserhaus                  | Wagen des Typ I, mit Oberlichtaufbau, mit Bremserhaus | Wagen des Typ I, mit Oberlichtaufbau, mit Bremserhaus | Wagen des Typ I, mit Oberlichtaufbau, mit Bremserhaus | Wagen des Typ I, mit Oberlichtaufbau, mit Bremserhaus | Wagen des Typ I, mit Oberlichtaufbau, mit Bremserhaus | Wagen des Typ I, mit Oberlichtaufbau, mit Bremserhaus | Wagen des Typ I, mit Oberlichtaufbau, mit Bremserhaus | Wagen des Typ I, mit Oberlichtaufbau, mit Bremserhaus | Wagen des Typ I, mit Oberlichtaufbau, mit Bremserhaus | Wagen des Typ I, mit Oberlichtaufbau, mit Bremserhaus | Wagen des Typ I, mit Oberlichtaufbau, mit Bremserhaus | Wagen des Typ I, mit Oberlichtaufbau, mit Bremserhaus | Wagen des Typ I, mit Oberlichtaufbau, mit Bremserhaus | Wagen des Typ I, mit Oberlichtaufbau, mit Bremserhaus | Wagen des Typ I, mit Oberlichtaufbau, mit Bremserhaus | Wagen des Typ I, mit Oberlichtaufbau, mit Bremserhaus | Wagen des Typ I, mit Oberlichtaufbau, mit Bremserhaus | Wagen des Typ I, mit Oberlichtaufbau, mit Bremserhaus | Wagen des Typ I, mit Oberlichtaufbau, mit Bremserhaus | Wagen des Typ I, mit Oberlichtaufbau, mit Bremserhaus | Wagen des Typ I, mit Oberlichtaufbau, mit Bremserhaus | Wagen des Typ I, mit Oberlichtaufbau, mit Bremserhaus | Wagen des Typ I, mit Oberlichtaufbau, mit Bremserhaus | Wagen des Typ I, mit Oberlichtaufbau, mit Bremserhaus | Wagen des Typ I, mit Oberlichtaufbau, mit Bremserhaus | Wagen des Typ I, mit Oberlichtaufbau, mit Bremserhaus |
| Gattung Blatt-Nr.                                                      | Gattung Blatt-Nr.                                     | Gattung Blatt-Nr.                                     | A.B. 9                                                | A.B. 8                                                | B 22                                                  |                                                       | B Bay 80                                              |                                                       |                                                       |                                                       |                                                       |                                                       | (siehe jeweilige Legende)                             | (siehe jeweilige Legende)                             | (siehe jeweilige Legende)                             | (siehe jeweilige Legende)                             | (siehe jeweilige Legende)                             | A                                                     | I.                                                    | II.                                                   | III.                                                  | IV.                                                   | O                                                     | M                                                     |                                                       | auf Rechnung der Ludwigsbahngesellschaft              |
| ---------------------------------------------------------------------- | ----------------------------------------------------- | ----------------------------------------------------- | ----------------------------------------------------- | ----------------------------------------------------- | ----------------------------------------------------- | ----------------------------------------------------- | ----------------------------------------------------- | ----------------------------------------------------- | ----------------------------------------------------- | ----------------------------------------------------- | ----------------------------------------------------- | ----------------------------------------------------- | ----------------------------------------------------- | ----------------------------------------------------- | ----------------------------------------------------- | ----------------------------------------------------- | ----------------------------------------------------- | ----------------------------------------------------- | ----------------------------------------------------- | ----------------------------------------------------- | ----------------------------------------------------- | ----------------------------------------------------- | ----------------------------------------------------- | ----------------------------------------------------- | ----------------------------------------------------- | ----------------------------------------------------- |
| 1880                                                                   | W.F.L.                                                | 1                                                     | 25                                                    | 25                                                    | 25                                                    |                                                       |                                                       |                                                       | <1920                                                 |                                                       | 2                                                     | 9.350                                                 | H; E                                                  | b                                                     | Sbr                                                   | G                                                     | D                                                     | 2                                                     | 1 (4)                                                 | 2 (16)                                                |                                                       |                                                       | 18                                                    |                                                       |                                                       |                                                       |
| Wagen des Typ II, ohne Oberlichtaufbau, mit Bremserhaus                |                                                       |                                                       |                                                       |                                                       |                                                       |                                                       |                                                       |                                                       |                                                       |                                                       |                                                       |                                                       |                                                       |                                                       |                                                       |                                                       |                                                       |                                                       |                                                       |                                                       |                                                       |                                                       |                                                       |                                                       |                                                       |                                                       |
| Gattung Blatt-Nr.                                                      | Gattung Blatt-Nr.                                     | Gattung Blatt-Nr.                                     | A.B. 7                                                | A.B. 8                                                | D 55                                                  |                                                       | D Bay 78                                              |                                                       |                                                       |                                                       |                                                       |                                                       | (siehe jeweilige Legende)                             | (siehe jeweilige Legende)                             | (siehe jeweilige Legende)                             | (siehe jeweilige Legende)                             | (siehe jeweilige Legende)                             | A                                                     | I.                                                    | II.                                                   | III.                                                  | IV.                                                   | O                                                     | M                                                     |                                                       | auf Rechnung der Ludwigsbahngesellschaft              |
| 1878                                                                   | W.F.L.                                                | 5                                                     | 63                                                    | 63                                                    | 63                                                    |                                                       |                                                       |                                                       | <1920                                                 |                                                       | 2                                                     | 9.350                                                 | H; E                                                  | b                                                     | Sbr                                                   | G                                                     | D                                                     | 2                                                     | 1 (4)                                                 | 2 (16)                                                |                                                       |                                                       | 18                                                    |                                                       |                                                       | Stückpreis: 8.166 Mark                                |
| 1878                                                                   | W.F.L.                                                | 5                                                     | 64                                                    | 64                                                    | 64                                                    | Kp.                                                   |                                                       |                                                       | <1920                                                 |                                                       | 2                                                     | 9.350                                                 | H; E                                                  | b                                                     |                                                       | G                                                     | D                                                     | 2                                                     | 1 (4)                                                 | 2 (16)                                                |                                                       |                                                       | 18                                                    |                                                       |                                                       | Stückpreis: 8.166 Mark                                |
| 1878                                                                   | W.F.L.                                                | 5                                                     | 65                                                    | 65                                                    | 65                                                    | Sbr.                                                  |                                                       |                                                       | <1920                                                 |                                                       | 2                                                     | 9.350                                                 | H; E                                                  | b                                                     |                                                       | G                                                     | D                                                     | 2                                                     | 1 (4)                                                 | 2 (16)                                                |                                                       |                                                       | 18                                                    |                                                       |                                                       | Stückpreis: 8.166 Mark                                |
| 1878                                                                   | W.F.L.                                                | 5                                                     | 66                                                    | 66                                                    | 66                                                    | Sbr.                                                  |                                                       |                                                       | <1920                                                 |                                                       | 2                                                     | 9.350                                                 | H; E                                                  | b                                                     |                                                       | G                                                     | D                                                     | 2                                                     | 1 (4)                                                 | 2 (16)                                                |                                                       |                                                       | 18                                                    |                                                       |                                                       | Stückpreis: 8.166 Mark                                |
| 1878                                                                   | W.F.L.                                                | 5                                                     | 85                                                    | 85                                                    | 85                                                    | Sbr.                                                  | Stückpreis: 6.360 Mark                                |                                                       | <1920                                                 |                                                       | 2                                                     | 9.350                                                 | H; E                                                  | b                                                     |                                                       | G                                                     | D                                                     | 2                                                     | 1 (4)                                                 | 2 (16)                                                |                                                       |                                                       | 18                                                    |                                                       |                                                       |                                                       |
| Wagen des Typ III, ohne Oberlichtaufbau, ohne Bremserhaus, ohne Aborte |                                                       |                                                       |                                                       |                                                       |                                                       |                                                       |                                                       |                                                       |                                                       |                                                       |                                                       |                                                       |                                                       |                                                       |                                                       |                                                       |                                                       |                                                       |                                                       |                                                       |                                                       |                                                       |                                                       |                                                       |                                                       |                                                       |
| Gattung Blatt-Nr.                                                      | Gattung Blatt-Nr.                                     | Gattung Blatt-Nr.                                     | A.B. 8                                                | A.B. 9                                                | B 23                                                  |                                                       | B Bay 80                                              |                                                       |                                                       |                                                       |                                                       |                                                       | (siehe jeweilige Legende)                             | (siehe jeweilige Legende)                             | (siehe jeweilige Legende)                             | (siehe jeweilige Legende)                             | (siehe jeweilige Legende)                             | A                                                     | I.                                                    | II.                                                   | III.                                                  | IV.                                                   | O                                                     | M                                                     |                                                       | auf Rechnung der Ludwigsbahngesellschaft              |
| 1880                                                                   | W.F.L.                                                | 2                                                     | 96                                                    | 96                                                    |                                                       |                                                       |                                                       |                                                       |                                                       |                                                       | 2                                                     | 9.000                                                 | HE; E                                                 | b                                                     | Sbr                                                   | G                                                     | D                                                     |                                                       | 1 (6)                                                 | 3 (24)                                                |                                                       |                                                       | 24                                                    |                                                       |                                                       | Stückpreis: 5.248 Mark                                |
| 1880                                                                   | W.F.L.                                                | 2                                                     | 100                                                   | 100                                                   |                                                       |                                                       |                                                       |                                                       |                                                       |                                                       | 2                                                     | 9.000                                                 | HE; E                                                 | b                                                     | Sbr                                                   | G                                                     | D                                                     |                                                       | 1 (6)                                                 | 3 (24)                                                |                                                       |                                                       | 24                                                    |                                                       |                                                       | Stückpreis: 5.248 Mark                                |